# المعارمة (العدين)

تعديل مصدري - تعديل

المعارمة محلة تابعة لقرية عنقب، التابعة لعزلة بني هات بمديرية العدين إحدى مديريات محافظة إب في الجمهورية اليمنية.، بلغ تعداد سكانها 47 حسب تعداد اليمن لعام 2004.